# Cuisine estonienne
Essentiellement basée sur la viande, les pommes de terre et le poisson des zones côtières comme des lacs, la cuisine estonienne traditionnelle est aujourd’hui influencée par de nombreuses autres gastronomies, notamment une grande variété de plats et de mets internationaux et plusieurs contributions venues des traditions des pays voisins. On dénombre ainsi des influences scandinaves, allemandes, russes, lettones et lituaniennes. Les aliments les plus typiques d’Estonie sont le pain de seigle, la viande de porc, les pommes de terre et les produits laitiers,. Historiquement, les habitudes alimentaires des Estoniens sont très liées aux saisons. En ce qui concerne les produits de base, l’Estonie appartient fermement à la couronne de la bière, de la vodka, du pain de seigle et du porc en Europe. Le premier livre de recettes en estonien est paru en 1781.

## Entrées froides

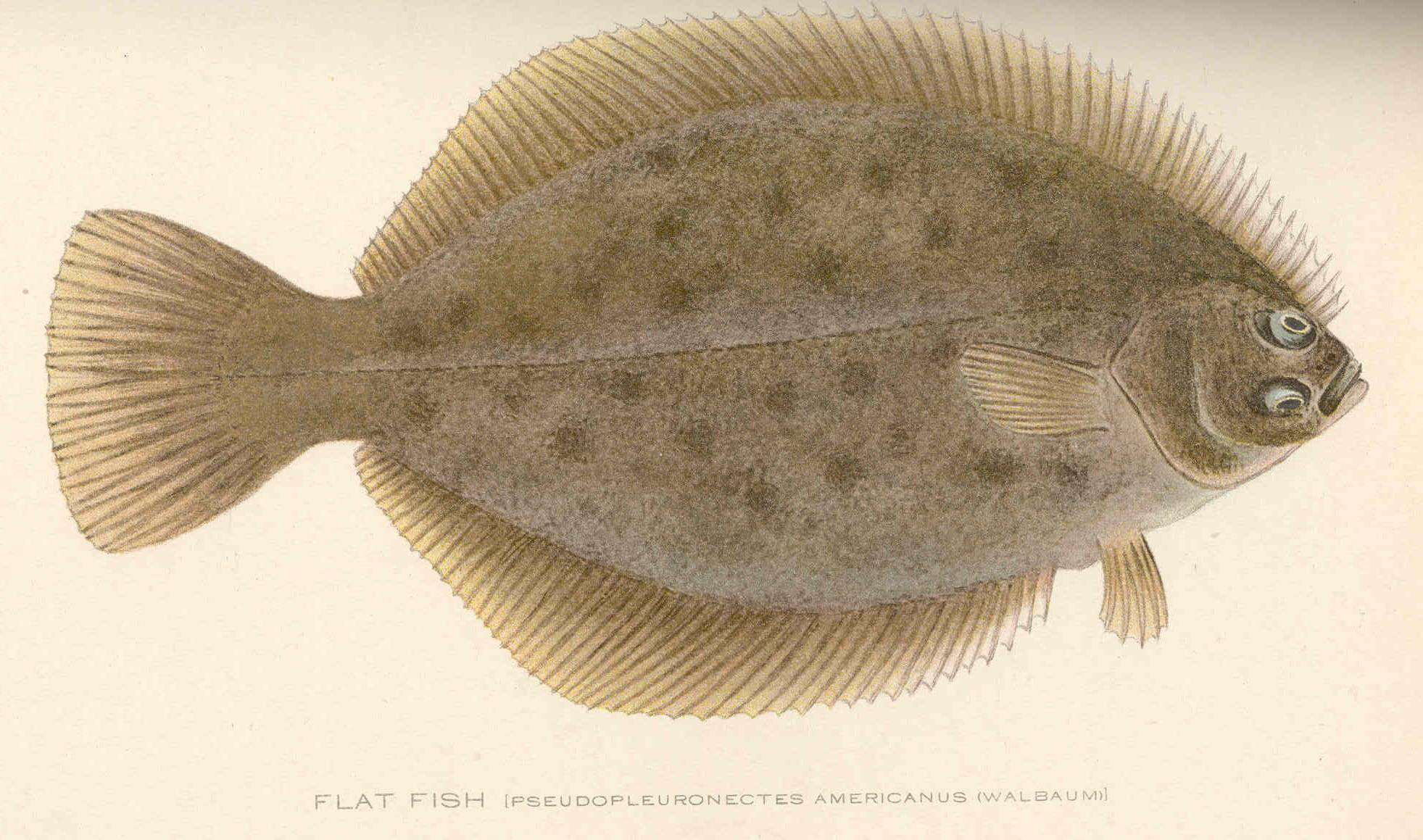
Flet

Dans la cuisine estonienne, le premier plat se compose d’entrées froides : une sélection de petits légumes marinés, viandes et saucisses accompagnées d’une salade de pommes de terre (kartulisalat) ou de rosolje, un plat estonien typique très semblable à la sillsallad suédoise et préparé à base de betterave, pommes de terre et hareng. De petites pâtisseries appelées pirukad (pirukas au singulier), apparentées aux pirojkis et garnies de viande, chou, carotte, riz et autres farces ou mélanges sont également populaires, et sont souvent servies accompagnées de bouillon. Le hareng, entre autres poissons, est souvent présent parmi les entrées froides estoniennes. L’anguille fumée ou marinée, les plats à base d’écrevisse ainsi que les crevettes et crabes importés sont considérés comme des mets délicats. Parmi les plats nationaux estoniens se trouvent le räim (harenguet balte) et les sprats,. Le flet, la perche et le sandre sont aussi très courants.

## Soupes
Bien qu’elles puissent être consommées avant celui-ci, les soupes forment traditionnellement le plat principal. Elles sont le plus souvent préparées avec du bouillon de poule (ou autre viande) et une sélection de légumes. Elles peuvent également se voir ajouter de la crème aigre, du lait ou du yaourt. L’une des soupes propres à l’Estonie est la leivasupp, « soupe de pain », une soupe sucrée préparée avec du pain noir et des pommes, habituellement accompagnée de crème aigre ou de crème fouettée et souvent relevée de cannelle et de sucre.

## Plat principal
En Estonie, presque tout mets salé est accompagné de pain de seigle noir (rukkileib). Les Estoniens continuent d’attacher une grande importance à leurs variétés de pains noirs à base de seigle. Parmi les spécialités figurent le hareng de la mer Baltique, consommé salé (herringas), et le sprat de Tallinn (Tallinna kilu, petit poisson consommé mariné avec des épices,,.

## Desserts

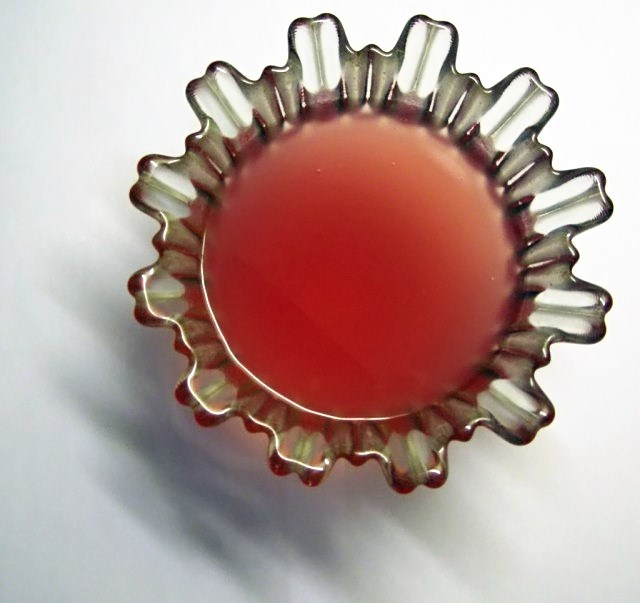
Kissel estonien aux groseilles

Le kissel, le kohuke et le kama sont des desserts typiques. Parmi les autres desserts estoniens courants, on trouve la mannavaht (une crème préparée à partir de semoule, jus de fruit ou fruit seul), le kohupiimakreem (un dessert crémeux à base de lait caillé) et le kompott. Les tartes à la rhubarbe sont aussi très appréciées. Enfin, on peut citer le populaire kringle (en estonien : kringel), un pain sucré souvent parfumé à la cardamome,.

## Boissons

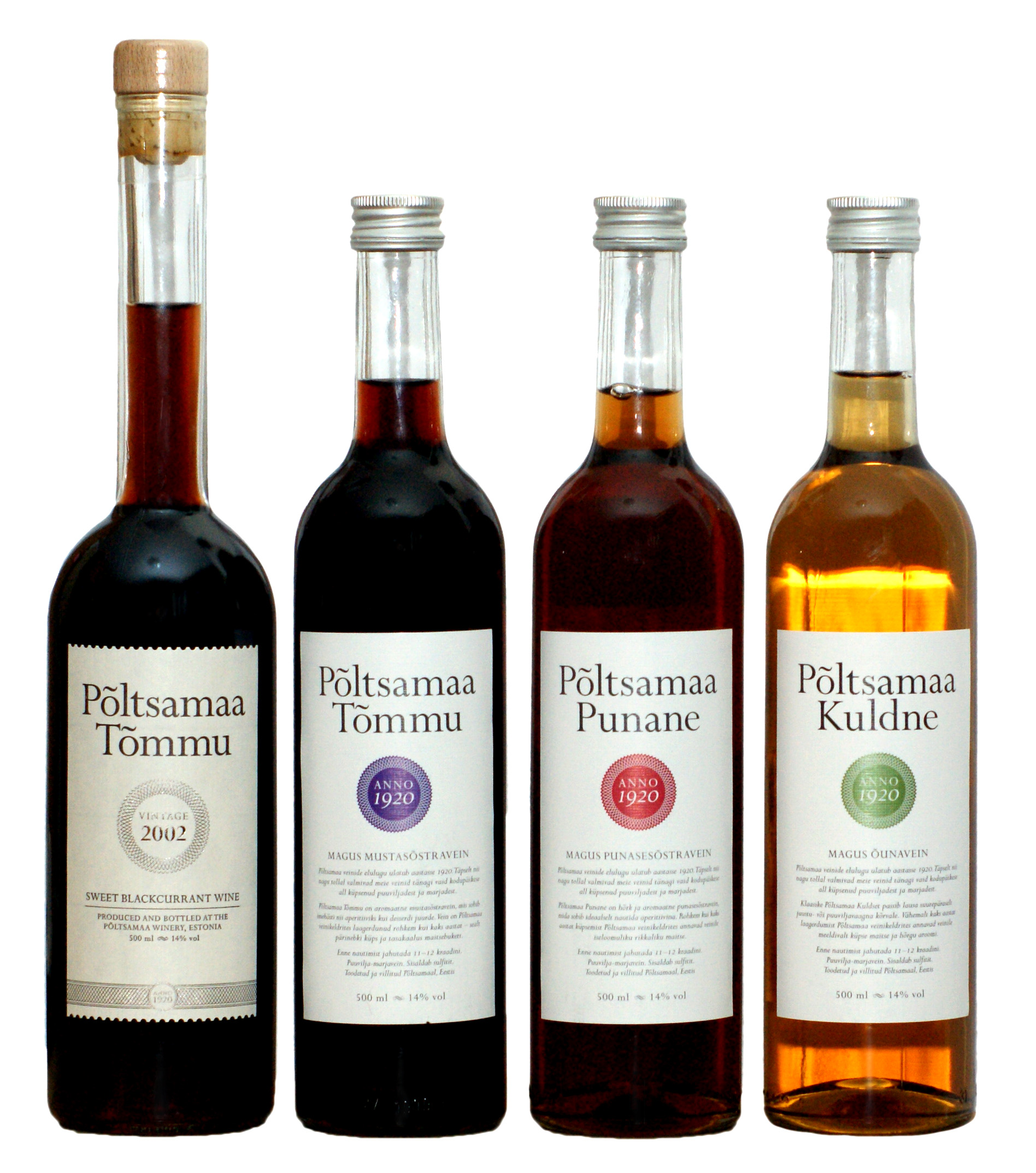
Les vins locaux sont principalement des vins de fruits.

Une boisson autrefois populaire nommée kali, semblable au kvas russe, regagne de l’importance. L’hydromel ou mõdu, la boisson la plus populaire dans les temps anciens, a presque complètement disparu. Les boissons à base d’eau de bouleau (kasemahl) sont très prisées. De nos jours, une bière brassée locale est la boisson de choix pour accompagner le repas ; les jus de fruits ou tout simplement l'eau constituent les principales boissons sans alcool. Le vin est largement consommé et, bien qu’il ne soit pas aussi populaire que la bière, est en train de devenir de plus en plus courant. Il existe également des vins de fruits estoniens préparés à partir de pommes ou de différentes baies. Enfin, les Estoniens sont très fiers de leur vodka et autres spiritueux, comme la liqueur herbacée Vana Tallinn. A. Le Coq, fondée en 1807, et Saku Brewery, fondée en 1820, sont deux des plus anciennes brasseries d’Estonie.
Le lait (plim) est largement consommé par les enfants comme par les adultes. Parmi les autres produits laitiers, on trouve le kéfir ainsi que le hapupiim, « lait tourné », et le pett, des variantes empruntant au babeurre. Les produits laitiers originaires d’Andre, en Estonie, sont bien connus en cuisine.

## Saisons

### Été et printemps
Traditionnellement, en été et au printemps, les Estoniens aiment manger tout ce qui est de saison : baies, herbes, légumes et tout ce qui vient directement du jardin. La chasse et la pêche avaient une place historique importante. De nos jours, elles restent des passe-temps populaires. Le barbecue est une activité appréciée pendant l’été.

### Automne
L’automne est marqué par plusieurs dates où des animaux précis sont tués et mangés : à la Saint-Michel, le 19 septembre, un mouton, puis une oie pour la Saint-Martin le 10 novembre et un poulet à la Sainte-Catherine le 25 novembre.

### Hiver et période de Noël
Pendant les mois d'hiver, confitures, conserves et légumes marinés font leur apparition à table. Par le passé, lorsque l’économie était essentiellement agricole, la collecte et la conservation des fruits, des champignons et des légumes pour l’hiver étaient des tâches essentielles. Aujourd'hui, la cueillette et la conservation sont des pratiques moins courantes puisque presque tout peut être acheté dans les magasins ; à la campagne, cependant, ces habitudes sont toujours très populaires et conservent un certain charme pour beaucoup, par opposition à la commercialisation des habitudes alimentaires. Le respect des traditions est important pour de nombreuses personnes.

Le boudin noir (en estonien : verivorst), le sepik, le fromage de tête (sült) et la choucroute (hapukapsas) accompagnés de pommes de terre cuites au four font partie du menu estonien traditionnel, mais sont désormais plutôt des spécialités de Noël. En outre, les friandises typiques de Noël sont les pommes, les mandarines, le pain d’épice, les fruits secs et la confiture d’airelles rouges.

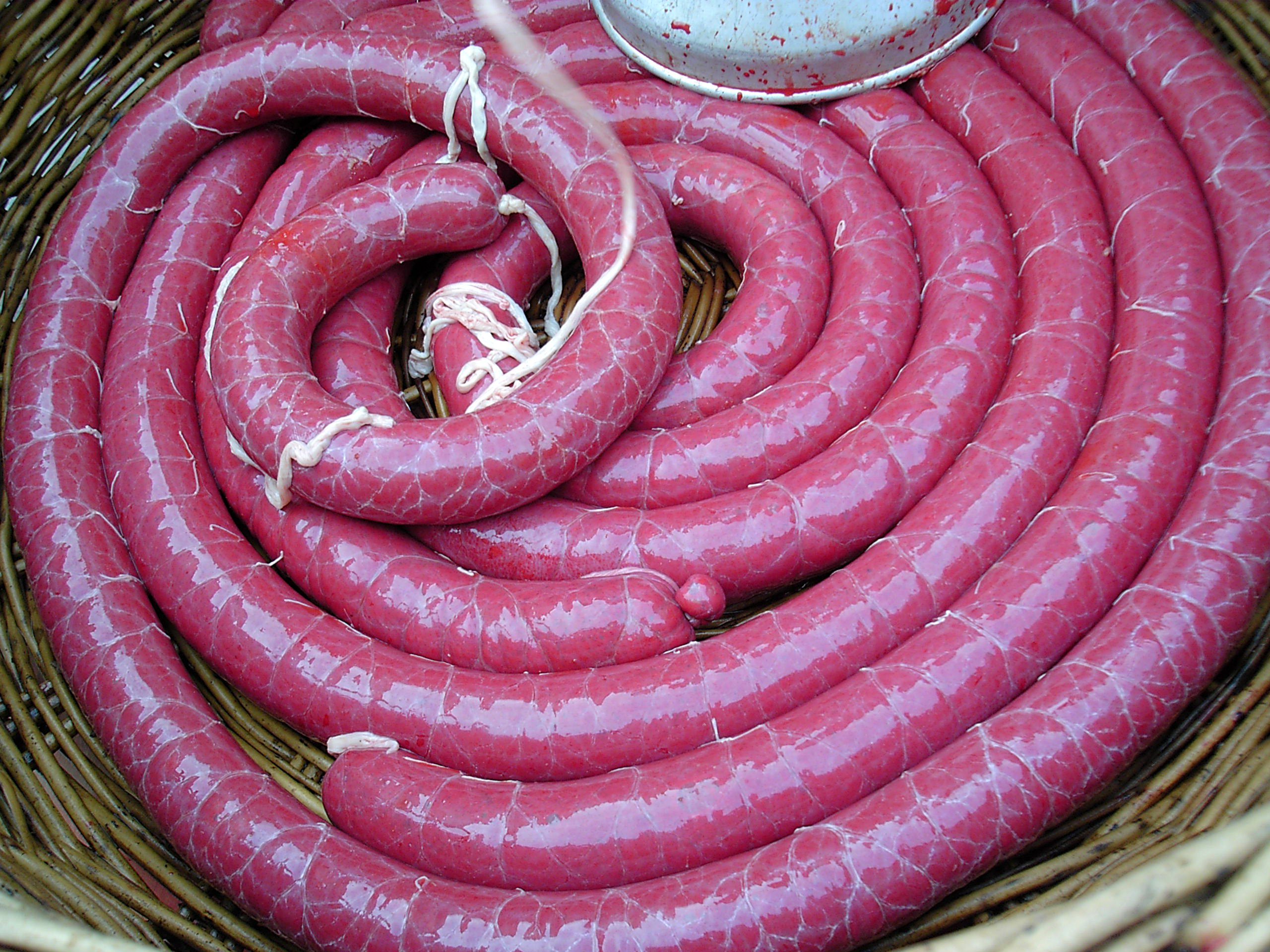
Boudin noir avant cuisson
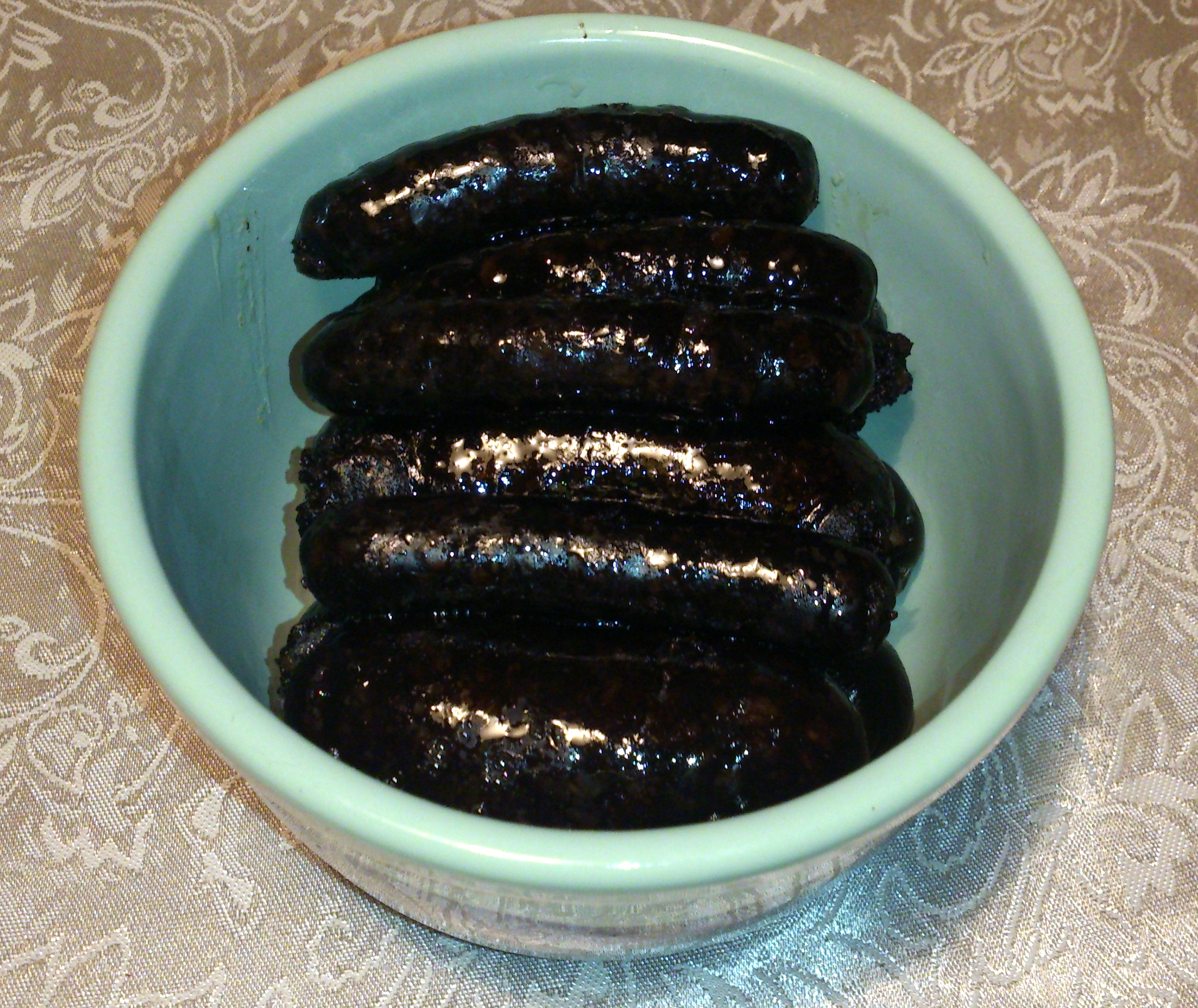
Verivorst (boudin noir) cuit au four
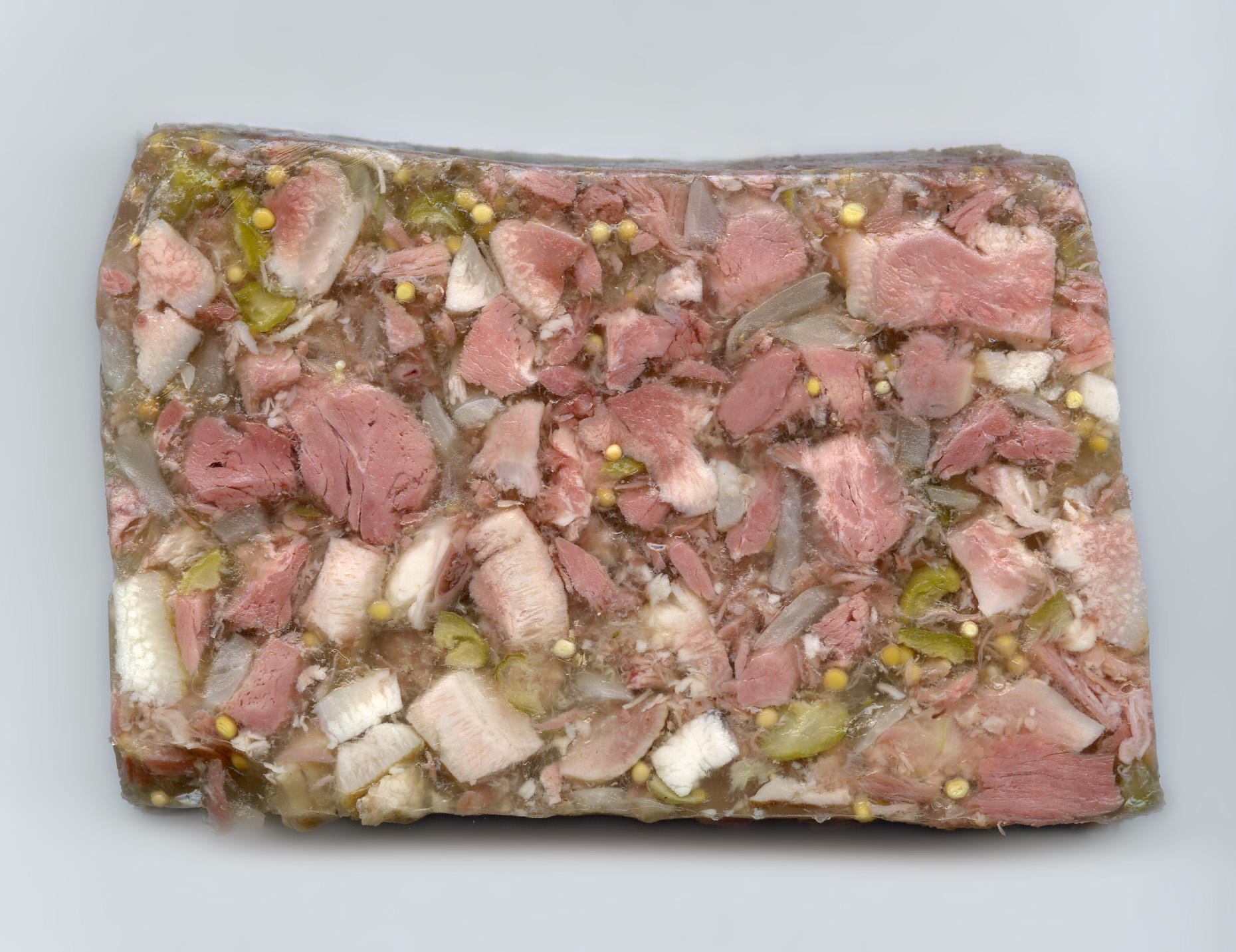
Fromage de tête
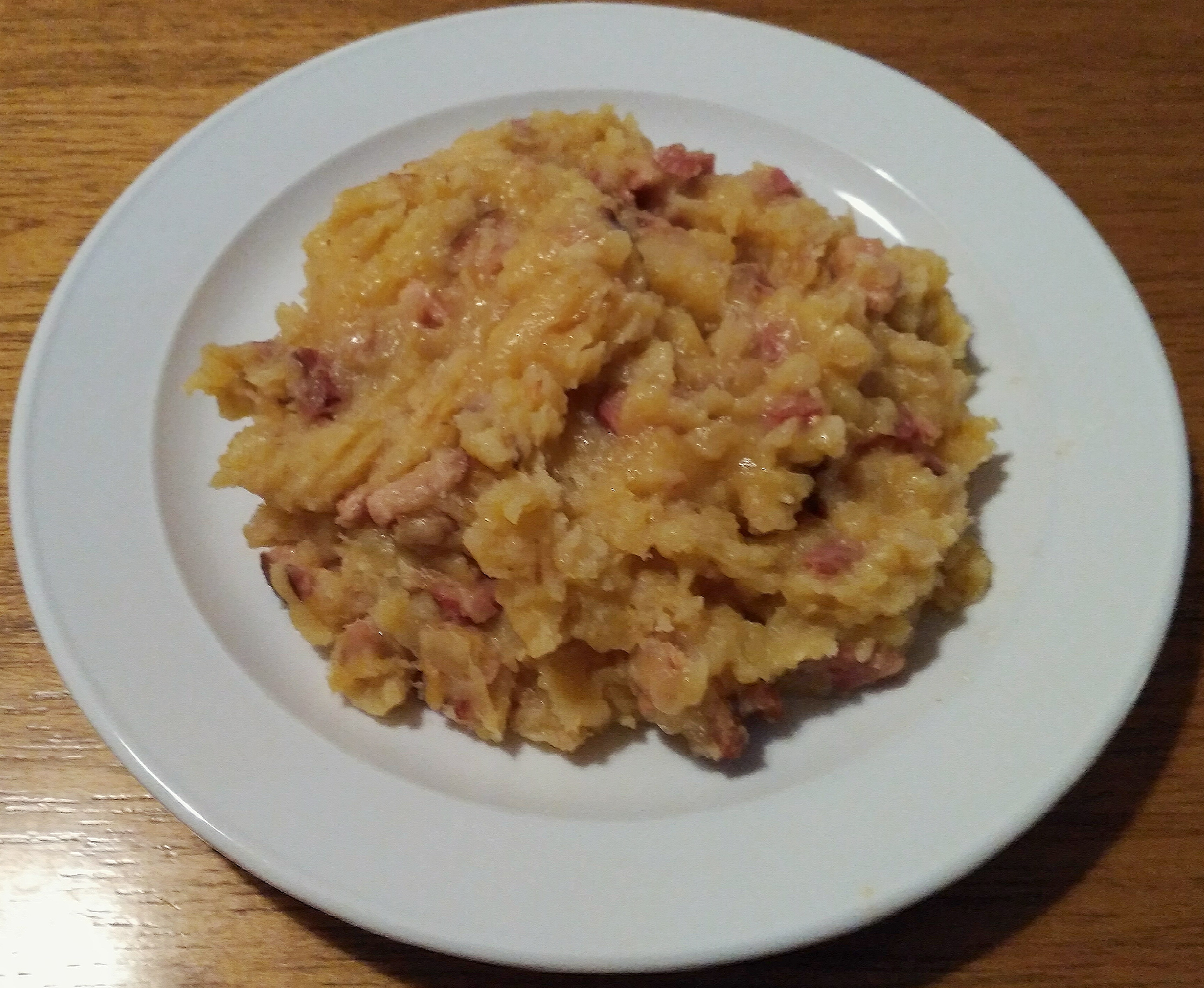
Le mulgipuder, un plat estonien préparé avec des pommes de terre, du gruau d’orge et de la viande
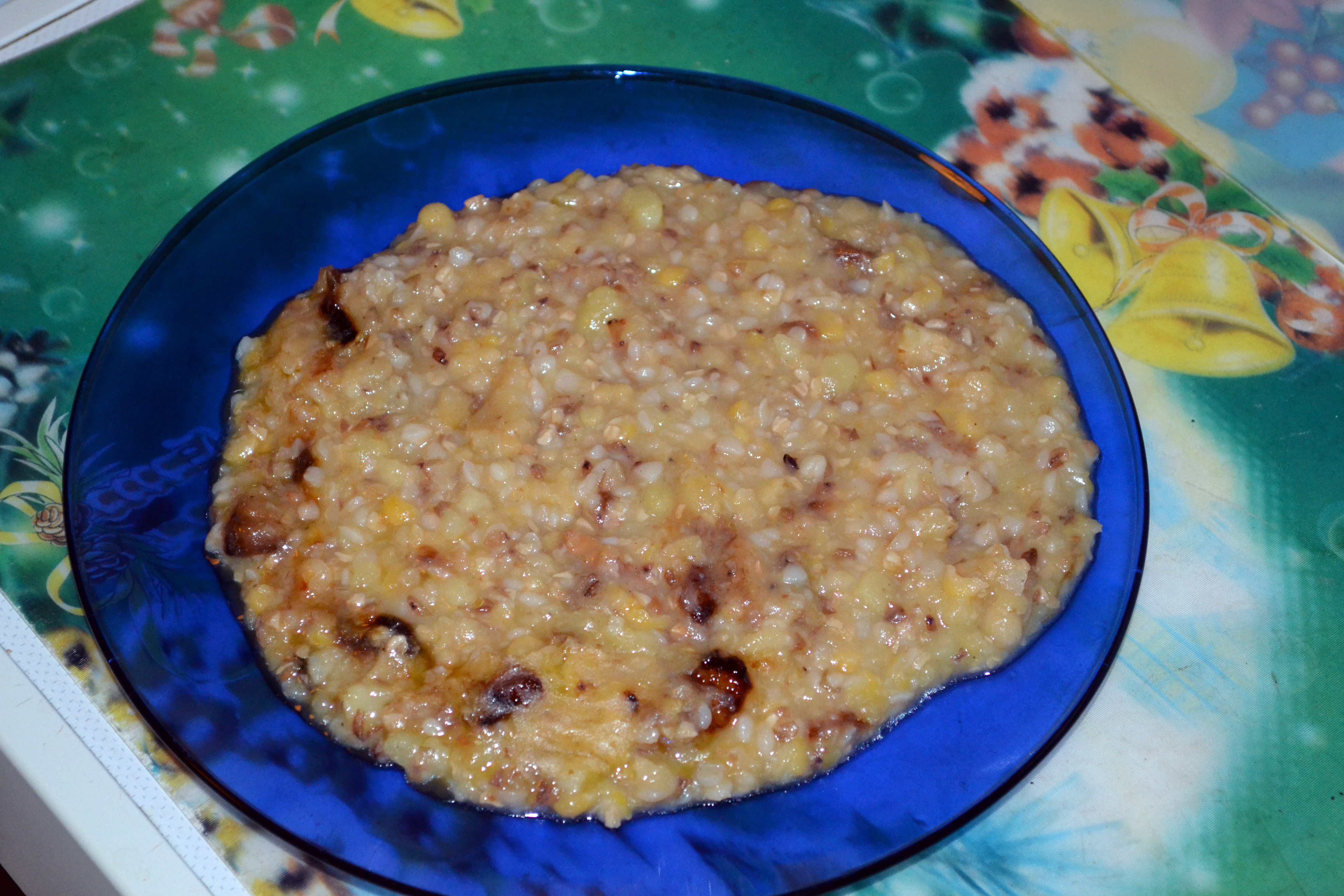
Hernetatrapuder, une bouillie à base de pois et de sarrasin